# Adam van Noort

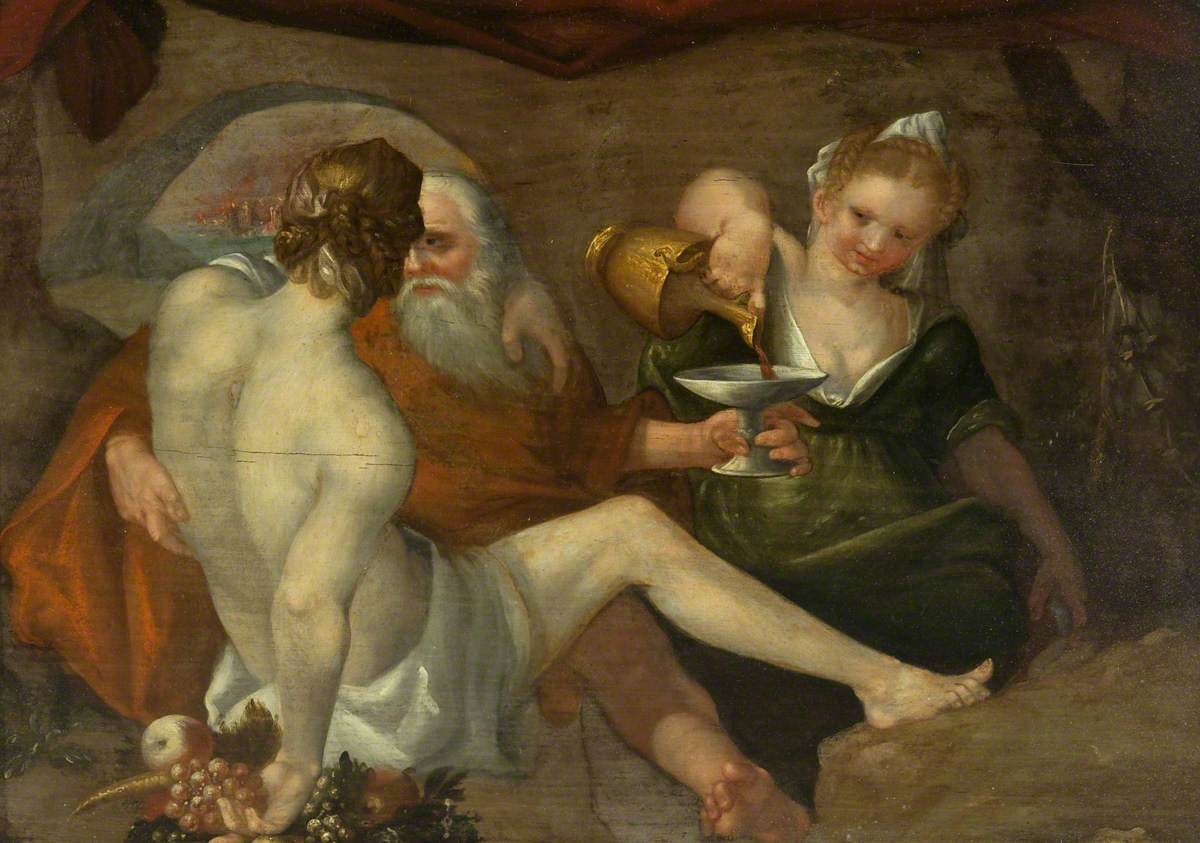
Loth i jego dwie córki

Adam van Noort też Oort (ur. 1561 lub 1562 w Antwerpii, zm. 1641 tamże) – niderlandzki malarz i rysownik; przedstawiciel manieryzmu.

## Życiorys
Był synem rysownika, architekta i malarza, Lamberta van Noorta. Malarstwo studiował pod kierunkiem ojca i Jacoba de Backera. W 1587 został mistrzem (wijnmeester) gildii św. Łukasza w Antwerpii, a w 1597 był jej dziekanem. Jego pracownia liczyła ponad 30 uczniów, w tym m.in.: Rubensa, Jordaensa i Hendrika van Balena.

## Twórczość
Na wypraccowanie jego indywidualnego stylu miała początkowo wpływ twórczość Martna de Vosa i Ambrosiusa Franckena, później Fransa Florisa, a w końcu Rubensa.
Uprawiał malarstwo religijne i portretowe. Jego liczne dzieła znajdują się w kościołach i muzeach Antwerpii, Brukseli i Gandawy. Namalował m.in. obrazy Chrystus z dziećmi, Kazanie Świętego Jana Chrzciciela i Pokłon Trzech Króli.